# Khunyang Chhish
El Khunyang Chhish o Kunyang Chhish és la segona muntanya més alta de l'Hispar Muztagh, una serralada secundària del gran massís del Karakoram, al Pakistan. Altres variants del nom són Kunyang Kish i Khiangyang Kish, entre d'altres. S'eleva fins als 7.852 msnm, tot i que algunes vegades se la rebaixa fins als 7.823 metres. És la 21a muntanya més alta de la Terra i la 8a del Pakistan.

## Localització
El Khunyang Chhish es troba al bell mig de la regió d'Hispar Muztagh, al nord de la glacera Hispar, una de les més grans del Karakorum, i a l'est de la vall d'Hunza. S'alça al sud-oest de la glacera de Khunyang, on el Distaghil Sar, el cim més alt de la regió i la serralada domina la glacera cap a l'extrem septentrional.

## Característiques de la muntanya
La muntanya destaca perquè s'alça de manera notable sobre el terreny que l'envolta. Són gairebé 4.000 metres de desnivell sobre el campament base del sud, a la glacera de Khunyang, i 5.500 metres sobre la vall d'Hunza, a tan sols 33 quilòmetres. El seu cim és punxegut, per la qual cosa rivalitza amb la lleugerament més Distaghil Sar, que té un perfil una mica més arrodonit.
Sense comptar els dos cim del Pumari Chhish, que es troba a 4 quilòmetres a l'est nord-est, el Kunyang Chhish té cinc cims:
- Kunyang Chhish. Amb 7.852 metres n'és el cim principal
- Kunyang Chhish sud, 7.620 metres. Situat 700 m al SSW del cim principal i una prominència de tan sols uns 100 metres
- Kunyang Chhish est. 7.400 metres. Situat 2 km a l'ESE del cim principal i 240 metres de prominència.
- Kunyang Chhish oest. 7.350 metres. Situat 1.5 km a l'oest del cim principal i una prominència de 170 metres. També és anomenat Pyramid Peak.
- Kunyang Chhish nord. 7.108 metres. Situat 6 km al NNE, del cim principal i una prominència de 517 metres.

## Escalada
El primer intent d'escalar el Khunyang Chhish va tenir lloc el 1962, però l'escalada hagué de ser avortada per culpa d'un allau que va tenir lloc el 18 de juliol i que matà a dos dels escaladors, el major James Mills i el capità M. R. F. Jones. Els seus cossos no foren recuperats mai. La següent temptativa va tenir lloc el 1965, però un altre escalador va morir en desprendre's un tros de la cresta, quan estava a 7.200 metres. Finalment la primera ascensió va tenir lloc el 1971 per una cordada polonesa liderada per Andrzej Zawada. Escalaren una llarga ruta per cara sud del cim des de la glacera de Pumari Chhish. Amb tot, un dels seus membres va morir en caure en una esquerda.
La segona ascensió va tenir el juliol de 1988. Dos escaladors britànics, Mark Lowe i Keith Milne, escalaren l'esperó nord-oest de la cara nord. La ruta havia estat intentada per primera vegada, sense sort, el 1980, de la mateixa manera com el 1981, 1982 i 1987. Després de quatre expedicions fallides des del 2003, el juliol de 2013 va ser ascendit per primera vegada el Kunyang Chhish est per una expedició austro-suissa per la paret sud.